# Interferon

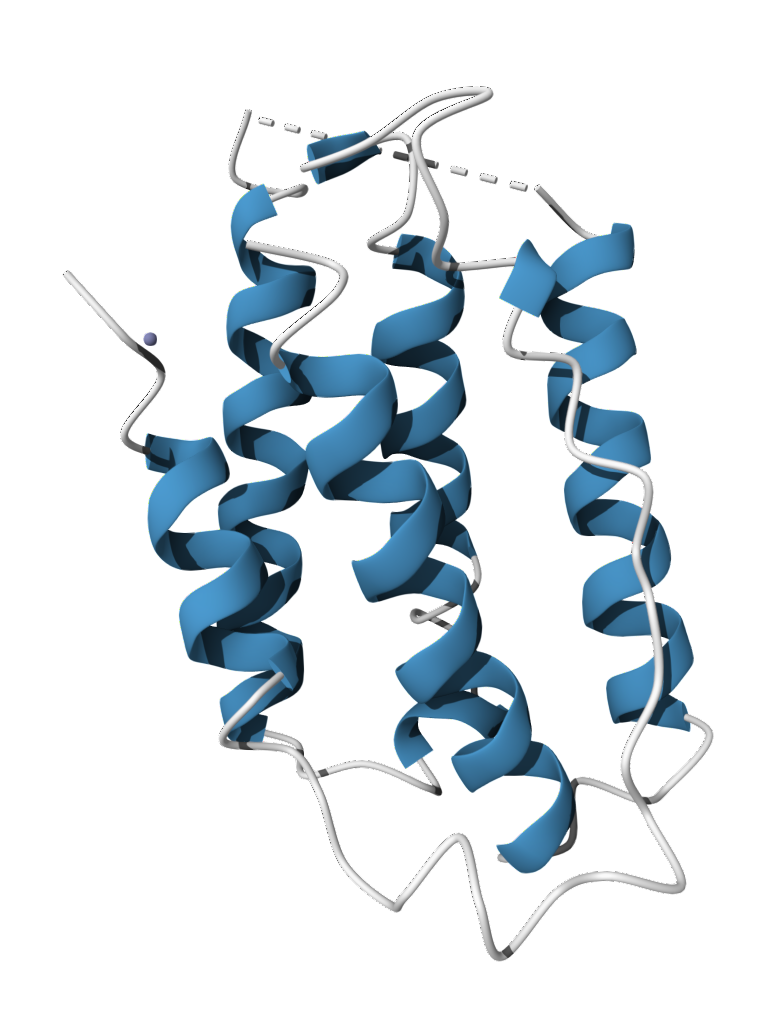
De ruimtelijke structuur van interferon-α, bestaande uit vijf kenmerkende alfa-helices

Interferonen (vaak afgekort als IFN) zijn een groep van cytokinen die uitgescheiden worden door cellen van het lichaam die een virusinfectie ondergaan. Ze spelen een belangrijke rol bij de werking van het immuunsysteem. Ze worden interferonen genoemd omdat ze interfereren met de virale replicatie.
De effecten van interferon tegen virussen werden in 1957 ontdekt door Alick Isaacs en Jean Lindenmann. Er zijn ongeveer 20 verschillende soorten interferonen die in het menselijk lichaam voorkomen. Deze verschillende soorten interferon zijn belangrijk bij het controleren en verwijderen van acute en chronische infecties. Als geneesmiddel wordt interferon gemaakt met recombinant-DNA technieken. Het is onder andere werkzaam bij reumatoïde artritis en chronische hepatitis B, hepatitis C en Multiple sclerose. 

## Soorten
Er worden meerdere types interferonen onderscheiden:
Type I:
- interferon-α
- interferon-β:
  - Interferon bèta-1a
  - Interferon bèta-1b
- interferon-δ
- interferon-ζlimitin
- interferon-τ
- interferon-ω

Type II:
- interferon-γ

Type III:
- interferon-λ

## IFN-α en IFN-β
Alfa- en bèta-interferonen zijn type I interferonen die geproduceerd worden na een virale infectie. Ze zullen dus zorgen voor afweer tegen toekomstige virale infecties en induceren een antivirale staat in naburige cellen. Ze hebben bovendien een antitumorale werking, doordat ze celgroei afremmen en naturalkillercellen gaan stimuleren. De celtypes die gevoelig zijn voor type I interferon zijn onder andere macrofagen, dendritische cellen, lymfocyten, hepatocyten (levercel), adipocyten (vetcel), neuronen en endotheelcellen. Terwijl er bij mensen van één gen ook één subtype IFN-β kan worden geproduceerd, zijn er voor IFN-α dertien functionele genen die meer dan 22 subtypes IFN-α opleveren.

## IFN-γ
Gamma-interferonen (ook wel type II) worden geproduceerd door T-lymfocyten, en worden ook immuun-interferonen genoemd. Ze reguleren de immuunprocessen in het lichaam door stimulatie of remming van bepaalde stoffen afhankelijk van de omstandigheden en activeren de macrofagen.

## IFN-δ
Delta-inferferonen, voor het eerst beschreven in 1993, komen voor bij verschillende zoogdieren, maar zijn tot nu toe nog niet beschreven bij mensen. IFN-δ vertoont grote overeenkomst met IFN-ζ/limitin en komt gelijk met IFN-τ tot expressie in de blastocyste.

## IFN-ζ (limitin)
Als type I interferon hebben zèta-interferonen, ook bekend als limitin, een werking die sterk lijkt op die van IFN-α. Naast anti-virale en anti-tumorale effecten heeft IFN-ζlimitin echter een veel mildere suppressieve activiteit op lymfoide en myeloide hematopoëse.

## IFN-λ
De lambda-interferon familie is onderdeel van de nieuwe klasse type III interferon. Structureel lijken IFN-λ1 (ook interleukine-29), IFN-λ2 (IL-28A), and IFN-λ3 (IL-28B) op IFN-γ, maar hebben functioneel meer gemeen met IFN-α/β. Dit laatste komt doordat zij dezelfde signaaltransductieroutes activeren, de receptor is echter een andere. Hierdoor activeert IFN-λ bijvoorbeeld geen macrofagen. Momenteel wordt onderzocht of IFN-λ bruikbaar is voor behandeling van onder andere chronische hepatitis C infectie.

## IFN-τ
Voorkomt afbraak van de zwangerschap in het rund en het schaap. Het blastocyste-embryo geeft IFN-τ af, zodat oxytocinereceptoren in het endometrium worden geblokkeerd. Door deze blokkering wordt er minder PGF2α wordt afgegeven door het endometrium. Er wordt hier dus mee voorkomen, dat het corpus luteum in regressie gaat in het ovarium.

## IFN-ω
De aminozuursequentie van omega-interferon komt voor 75% overeen met die van IFN-α. Voor zover bekend bindt IFN-ω aan dezelfde receptor als IFN-α en IFN-β. Momenteel wordt onderzocht of IFN-ω bruikbaar is voor behandeling van onder andere chronische hepatitis C infectie. IFN-ω wordt op dit moment al bij infecties met Felien immunodeficiëntievirus (FIV; 'kattenaids') en felien leukemievirus (FeLV) toegepast.